# Thurles
Thurles (Irsk: Durlas) er en irsk by i County Tipperary i provinsen Munster, i den sydvestlige del af Republikken Irland med en befolkning (inkl. opland) på 7.682 indb i 2006 (7.425 i 2002)